# Adélaïde d'Aquitaine
Pour les articles homonymes, voir Adélaïde.
 (février 2013).
Si vous disposez d'ouvrages ou d'articles de référence ou si vous connaissez des sites web de qualité traitant du thème abordé ici, merci de compléter l'article en donnant les références utiles à sa vérifiabilité et en les liant à la section « Notes et références ».
Titre
Reine des Francs
3 juillet 987 – 24 octobre 996
(9 ans, 3 mois et 21 jours)
Adélaïde d'Aquitaine (ou Adèle), (dite aussi Adélaïde de Poitiers ou de Poitou) (décédée après 1004), reine des Francs.

## Biographie

### Enfance et formation
Elle est la fille du comte de Poitiers et duc d'Aquitaine, Guillaume III dit Tête d'Étoupe et d'Adèle de Normandie. Elle est la sœur de Guillaume IV d'Aquitaine. Elle est la petite-fille du chef viking Rollon.

### Carrière
Lors d'une trêve, elle sert de gage entre son père et le duc des Francs, Hugues Capet, qu'elle épouse vers 968,.
En juin 987, après la mort de Louis V le Fainéant, dernier roi carolingien, l'assemblée des grands du royaume réunie à Senlis, élit Hugues Capet, roi de France, et Adélaïde monte sur le trône en tant que reine de France. Le dimanche 3 juillet suivant, à Noyon, elle est à côté de son époux quand celui-ci est sacré par Adalbéron, l'archevêque de Reims.
De leur union, naissent :
- Gisèle de France (née vers 969 - décédée vers 1000), épouse de Hugues Ier de Ponthieu, premier seigneur d'Abbeville ;
- le futur roi Robert II le Pieux (né en 972 - décédé le 20 juillet 1031), associé à la couronne par son père dès la fin de l'année 987, afin de consolider la nouvelle dynastie capétienne ;
- Hedwige de France (aussi appelée Edwige de France ou Hadevide de Hainaut) (née vers 974 - décédée après 1013), épouse de Régnier IV de Hainaut. Animée par une grande piété, elle fit bâtir la chapelle du monastère de Saint-Frambault de Senlis.

D’après le chroniqueur Helgaud de Fleury, à un âge inconnu de son adolescence, le jeune Robert tombe gravement malade, à tel point qu’Hugues et Adélaïde craignent pour sa vie. C’est alors que ses parents vont prier à l’église Sainte-Croix d’Orléans et offrent un crucifix d’or et un vase somptueux de 60 livres (30 kg) en offrande. Robert guérit miraculeusement. 
 « Sa pieuse mère l’envoya aux écoles de Reims et le confia au maître Gerbert, pour être élevé par lui et instruit suffisamment dans les doctrines libérales. »
— Helgaud de Fleury, Epitoma vitæ regis Roberti pii, v. 1033.
Une fois sauvé, Adélaïde confia l'éducation de son fils à Gerbert d'Aurillac, futur pape Sylvestre II. Quand son mari meurt en 996, son fils Robert monte sur le trône à l'âge de 24 ans. Elle assiste aux démêlés matrimoniaux de son fils, qui épousera sa maîtresse Berthe de Bourgogne.
Attestée pour la dernière fois dans les documents en 1004, la date de son décès et le lieu de son inhumation sont inconnus.